# Alessandra Negrini
Alessandra Vidal de Negreiros Negrini (sinh ngày 29 tháng 8 năm 1970) là một nữ diễn viên người Brazil. Negrini nổi tiếng tầm quốc tế với vai diễn trong các bộ phim và phim truyền hình Brazil. Cô bắt đầu sự nghiệp truyền hình sau khi đóng vai chính trong Olho no Olho (1993) đóng vai Clara. Trong phim, vai diễn đầu tiên của cô là Lília trong bộ phim Bốn ngày vào tháng Chín. Điều này đã mở ra cánh cổng cho Negrini khi cô đóng vai chính trong hơn một chục bộ phim truyền hình và trong phim truyền hình kể từ đó. Trong các phim truyền hình, cô được biết đến với vai diễn trong Desejos de Mulher (2002), Paraíso Tropical (2007), Lado a Lado (2012), Boogie Oogie (2014).
Vai diễn của cô sinh đôi trong Paraíso Tropical đã nhận được nhiều giải thưởng như Minha Awards, Festival và Brasília Awards.

## Tiểu sử
Con gái của kỹ sư Luiz Eduardo Osório Negrini, và nhà sư phạm Neusa Vidal de Negreiros, người có nguồn gốc từ André Vidal de Negreiros, Alessandra, có tổ tiên người Bồ Đào Nha và Ý, có một người anh tên là Paulo Roberto, ở Santos Năm 18 tuổi, cô đăng ký vào một khóa học sân khấu, và tại thời điểm đó, được gọi để làm các bài kiểm tra trên Rede Globo.

## Nghề nghiệp
Buổi ra mắt trên truyền hình của Negrini là trong telenovela Olho no Olho, Antônio Calmon. Năm 1995, cô đóng vai chính trong bộ phim ngắn có sự tham gia của Engraçadinha. . . Seus Amores e Seus Pecados, dựa trên công việc của Nelson Coleues.
Năm 2000, Negrini bắt đầu chơi Isabel Olinto trong bộ phim ngắn được đánh giá cao A Muralha, một cống phẩm cho 500 năm ở Brazil. Vì sự hấp dẫn gợi cảm của nhân vật trong miniseries, cô đã được xuất hiện trên trang bìa của tạp chí Playboy ấn bản Brazil vào tháng 4 năm đó. Vào ngày 3 tháng 2 năm 2000, Negrini đã bị bắt vì đưa con trai ba tuổi Antônio của mình đến một buổi trình diễn Leblon của Sleepy Hollow được hệ thống đánh giá tư vấn Brazil đánh giá 18+.
Năm 2002, Negrini đã nhận được nhiều lời khen ngợi khi lồng tiếng cho nhân vật phản diện Selma trong một bản ghi tiểu thuyết Desejos de Mulher của Euclydes Marinho. Năm 2003, anh tham gia loạt phim thiếu nhi Sítio do Picapau Amarelo, đóng vai Rapunzel. Năm 2004, cô xuất hiện trong vở opera opera nổi tiếng, Gilberto Braga. Trong sân khấu Negrini tham dự một phần của Os Credores và A Gaivota, trong đó cô đi du lịch đến Châu Âu, Canada và Nhật Bản.